# Giovanni Antonio Sangiorgio
Giovanni Antonio Sangiorgio (ur. między 1439 a 1442 w Mediolanie, zm. 14 albo 28 marca 1509 w Rzymie) – włoski kardynał.

## Życiorys
Urodził się między 1439 a 1442 roku w Mediolanie. Studiował prawo w Pawii, po czym został profesorem prawa kanonicznego i ambasadorem księstwa Mediolanu w Królestwie Węgier. 15 lutego 1479 roku został wybrany biskupem Alessandrii. Po przyjęciu sakry został audytorem Roty Rzymskiej. 20 września 1493 roku został kreowany kardynałem prezbiterem i otrzymał kościół tytularny SS. Nereo e Achilleo. Sześć lat później został mianowany biskupem Parmy, a w okresie 1500–1503 pełnił rolę tytularnego patriarchy Jerozolimy. 23 grudnia 1503 roku został podniesiony do rangi kardynała biskupa i otrzymał diecezję suburbikarną Frascati. W czasie nieobecności Juliusza II Sangiorgio pełnił rolę legata a latere w Rzymie. Zmarł tamże 14 albo 28 marca 1509 roku.